# Havanna (Fußballauswahl)
Die Fußball-Auswahlmannschaft der kubanischen Hauptstadt und Provinz Havanna (spanisch: La Habana) spielt in der höchsten Kubanischen Liga um die kubanische Fußballmeisterschaft, das Campeonato Nacional de Fútbol de Cuba. Ihre Heimspiele trägt die Auswahl im Estadio Pedro Marrero im Stadtteil Playa aus.
Die Auswahlmannschaft Havannas wurde seit 1978 sechsmal kubanischer Meister.
Von 1976 bis 2010 trug die Provinz – und damit auch die Mannschaft – den offiziellen Namen „Ciudad de La Habana“. Mit der Aufteilung der ehemaligen Umlandprovinz La Habana in die beiden neu geschaffenen Provinzen Artemisa und Mayabeque wurde der Zusatz „Ciudad de“ in der Bezeichnung für die Hauptstadt wieder gestrichen.

## Bekannte ehemalige Spieler
- Alberto Delgado
- Rey Ángel Martínez
- Albert Díaz González